# دیوید برینکلی
دیوید برینکلی (انگلیسی: David Brinkley؛ زاده ۱۰ ژوئیهٔ ۱۹۲۰ درگذشته ۱۱ ژوئن ۲۰۰۳ (۸۲ سال)) یک فیلم‌نامه‌نویس اهل ایالات متحده آمریکا بود.